# Михайличенко Галина Олександрівна
Галина Олександрівна Михайличе́нко (1 лютого 1947, Новосибірськ — 22 лютого 2011, Суми) — українська художниця декоративно-ужиткового мистецтва; член Спілки радянських художників України з 1990 року. Дружина Віктора, мати Сергія Михайличенків.

## Біографія
Народилася 1 лютого 1947 року в місті Новосибірську (нині Росія). 1970 року закінчила Ташкентське художнє училище імені Павла Бенькова, була ученицею Олександра Перова.
Працювала художником-постановником у Кемеровському, Ферганському, Сурхандар'їнському театрах. З 1990 року — у Сумах: працювала оформлювачем художньо-виробничих майстерень та у Сумькому театрі драми та музичної комедії; мешкала в будинку на вулиці Заливній, № 31-г, квартира № 340. Померла у Сумах 22 лютого 2011 року.

## Творчість
Створювала декорації до вистав, гобелени з використанням мотивів природи, легенд і міфів Сходу. Авторка гобеленів:
- «Дерево» (1981);
- «Колискова» (1982);
- «Південь» (1983);
- «У рідні країни» (1984);
- «Танок» (1987);
- «Дугоба» (1987);
- «Фархад» (1988);
- «Весна» (1989; 2007);
- «Східний мотив» (1989);
- «Осінь» (1989);
- «Фантазія» (1990);
- «Земля весняна» (1990);
- «Літо» (1991);
- «Осіннє листя» (1994);
- «Наяда» (1994);
- «Видіння» (1994)[1];
- «Нічний метелик» (1995);
- «Букет» (1996)[1];
- «Метаморфоза» (1996)[1];
- «Ліхтарики» (1996)[1];
- «Червоний мак» (1996)[1];
- «Проллються дощі» (1997);
- «Літня фантазія» (1997);
- «Все минає…» (1997)[1];
- «Елегія» (1997);
- «Імпровізація» (1997)[1];
- «Лісний горіх» (1997)[1];
- «Дотик» (1998);
- «Горобина» (1998);
- «Літня фантазія» (1998)[1];
- «Біла квітка» (1998)[1];
- «Травинка» (2000);
- «Паморозь на траві» (2000);
- диптих «Торс» (2000);
- «Суми. Яблуневий Спас» (2001);
- триптих «Ave, Maria» (2002);
- «Дерево життя» (2003, вовна, ручне ткацтво);
- «Сонях» (2003, вовна, ручне ткацтво);
- «Загублений рай» (2004);
- «Подих весни» (2004);
- «Автопортрет» (2006);
- «Калина» (2006, вовна, ручне ткацтво);
- «Квітень» (2007);
- «Весняний ранок» (2011).

Брала участь в обласних, всеукраїнських, всесоюзних мистецьких виставках з 1979 року. Персональні виставки відбулися у Ферґані у 1990 році, Сумах у 1997—1998, 2007 та 2012 (посмертна) роках, Києві у 2004—2005, 2007—2009 роках.
Окремі роботи майстрині зберігаються в Національному музеї українського народного декоративного мистецтва у Києві, Музеї історії міста Києва, Будинку-музеї Антона Чехова у Сумах, Сумському і Ферґанському художніх музеях, Музеї декоративно-ужиткового мистецтва Узбекистану в Ташкенті, Дирекції художніх виставок Міністерства культури Узбекистану.